# Ira Hayes
Ira Hamilton Hayes, né le 12 janvier 1923 dans la réserve indienne de Gila River, Arizona, États-Unis, et mort le 24 janvier 1955 dans la même localité, est l'un des six marines américains immortalisés par Joe Rosenthal sur la photographie Raising the Flag on Iwo Jima, lors de la bataille d'Iwo Jima durant la Seconde Guerre mondiale.

## Biographie
Ira Hayes naît à Sacaton, chef-lieu de la réserve indienne pima de Gila River, dans l'Arizona. Il arrête sa scolarité en 1942 pour s'engager dans les marines.
Suivant une formation de parachutiste, Hayes est alors surnommé Chief Falling Cloud. Après un séjour en camp d'entraînement, il est envoyé dans le Pacifique et participe à la bataille de Vella Lavella et Bougainville avec le 1st Marine Parachute Regiment. Après la dissolution de ce régiment en février 1944, il est affecté à la 5e division des Marines et participe à la bataille d'Iwo Jima qui débute le 19 février 1945.
Hayes fait partie du groupe de marines qui conquiert le mont Suribachi, sommet de l'île, quatre jours plus tard, le 23 février 1945. La pose du drapeau au sommet de ce mont par six marines, dont il fait partie, et un soldat du corps médical, est immortalisée par le photographe américain Joe Rosenthal et devient pour les Américains une image symbole de la guerre du Pacifique,. Hayes, qui apparaît tout à gauche sur la photographie devient un héros national, ainsi que ses deux compagnons survivants présents sur le cliché, René Gagnon et John Bradley. L'histoire de Hayes retient particulièrement l'attention en raison du fait qu'il est Amérindien.
Après la guerre Hayes souffre de stress post-traumatique et sombre dans l'alcoolisme. Il est instable et enchaîne les petits boulots tels que chauffeur ou ouvrier agricole. En 1949, il interprète son propre rôle dans le film Sands of Iwo Jima, avec John Wayne. Il rencontre des personnalités politiques telles que le président Eisenhower et le maire de Los Angeles Fletcher Bowron. Plusieurs fois il s'épanche publiquement sur le fait de mal vivre cette célébrité. Cette célébrité malgré lui est le sujet du livre The Outsider publié par William Bradford Huie (en) en 1959 et du film du même nom réalisé par Delbert Mann en 1961.
Son corps est retrouvé dans le quartier de Bapchule, à Gila River, le 24 janvier 1955, au petit matin. Hayes est probablement mort d'hypothermie et d'ivresse après avoir passé la nuit à jouer aux cartes et à boire avec des amis. Il est enterré avec les honneurs militaires au cimetière national d'Arlington.

## Dans la culture populaire
- En 1961, Delbert Mann réalise un film The Outsider traduit en français sous le titre Le Héros d'Iwo-Jima avec Tony Curtis dans le rôle d'Ira Hayes.
- Adam Beach l'interprète dans le film de Clint Eastwood réalisé en 2006, Mémoires de nos pères. Ce long métrage retrace la prise de l'île d'Iwo Jima et du succès que connurent Ira Hayes et ses compagnons d'armes à leur retour aux États-Unis.
- Lettres d'Iwo Jima, également réalisé par Clint Eastwood en 2006.
- La chanson The Ballad of Ira Hayes de et par Peter Lafarge, également reprise par Johnny Cash, Bob Dylan, et Townes Van Zandt.